# ČSD-serija 498.1
Lokomotiva ČSD serije 498.1 je bila Škodina težka lokomotiva iz leta 1952. Proizvajali so jo do leta 1954, naredili pa so 15 primerkov. Zasnovana je bila za težki potniški promet kot lokomotiva s tenderjem za nekdanje Češkoslovaške železnice (ČSD). Serija 498.1 označuje vrh razvoja parne vleke na Češkoslovaškem in v Evropi. Zaradi njihovega elegantnega izgleda so lokomotive poimenovali »Albatros jednička«.

## Zgodovina
Serija 498.1 predstavlja izboljšane lokomotive serije 498.0, pri kateri so uporabili najnovejše konstrukcijske rešitve. Serija 498.1 skupaj s francosko serijo 242P predstavlja vrh evropskega razvoja parnih vlek.
Lokomotive je proizvajala tovarna Škoda v Plzňu, od leta 1952 do 1954 je bilo za potrebe ČSD izdelanih 15 primerkov. Na začetku so lokomotive delovale v Žilini, Pragi in Přerovu, pozneje so delovale v elektrarni Bratislava. Uporabljali so jih za vleke do 1.000 ton težkih mednarodnih ekspresnih vlakovnih kompozicij.
Za 600 ton težko vlakovno kompozicijo med vožnjo po ravnini je najvišje previdena hitrost znašala 116 km/h, za vleko v 14 ‰ klanec je ta znašala do 30 km/h. Najvišje ocenjena hitrost lokomotive znaša 120 km/h, čeprav je najhitrejša lokomotiva serije (serijska št. 498.106) 27. avgusta 1964 dosegla 162 km/h. 
Z elektrifikacijo glavnih čeških prog so parne lokomotive izgubile svoj primat, do poletja 1973 so bile izločene iz uporabe. Ohranjene so ostale lokomotive 498.104 (nahaja se v muzeju v Bratislavi Východ), 498.106 v Brnu in torzo 498.112 v Lounyjem.

## Galerija
- ČSD-lokomotiva 498.104 na posebni vožnji v Avstriji
- ČSD-lokomotiva 498.106 v Liberecu
- ČSD-lokomotiva 498.104 na popravilih
- ČSD-lokomotiva 498.104 na posebni vožnji v Avstriji, postaja "Laa an der Thaya"